# Llau de l'Hoste
La llau de l'Hoste és una llau que discorre íntegrament pel terme de Sarroca de Bellera, al Pallars Jussà, tot i que té l'origen en la Canal del Rebost, que neix dins de l'antic terme de Viu de Llevata, actualment pertanyent al Pont de Suert.
El barranc es forma a 1.275 m. alt., a ponent del Pas de la Farriula, per la unió de la Canal del Rebost i una altra canal paral·lela. Des d'aquest lloc davalla cap al nord-est, troba pel camí la Font de l'Hoste, que li dona el nom, a 1.027,5 m. alt., i s'aboca en el riu Bòssia al Tros del Montsió.